# 警用密錄器

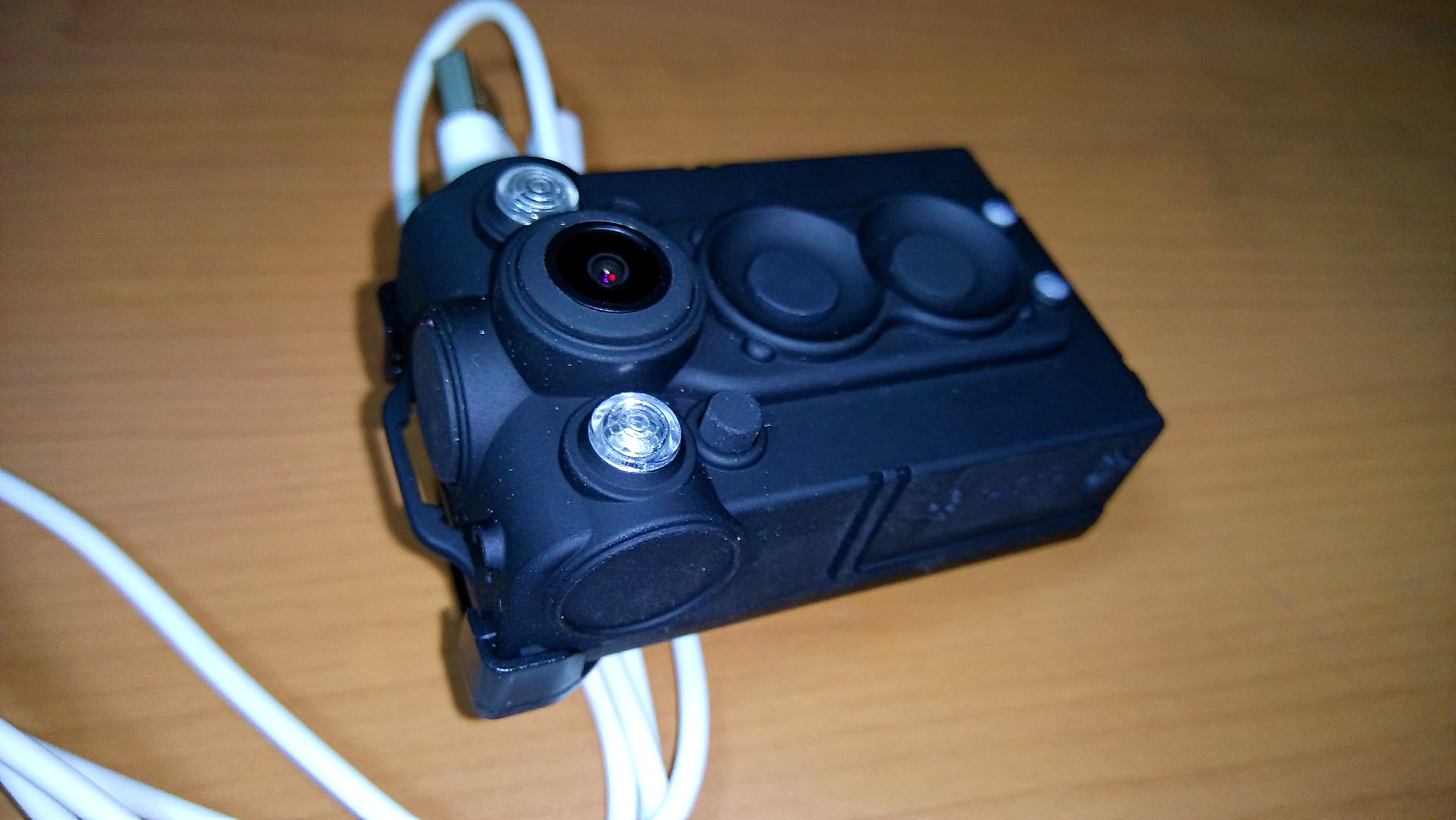
惠豪 UPC-700W

警用密錄器是專門給警察用來記錄執法過程而且有錄音與錄影功能的攝錄工具。基本上它可以穿戴在警察的制服上。它也是穿戴式攝錄器的一種，但是它與公眾活動使用、商業用途、與軍事方面等其他類型相比，它是定位在警察執法方面的使用。

## 定義

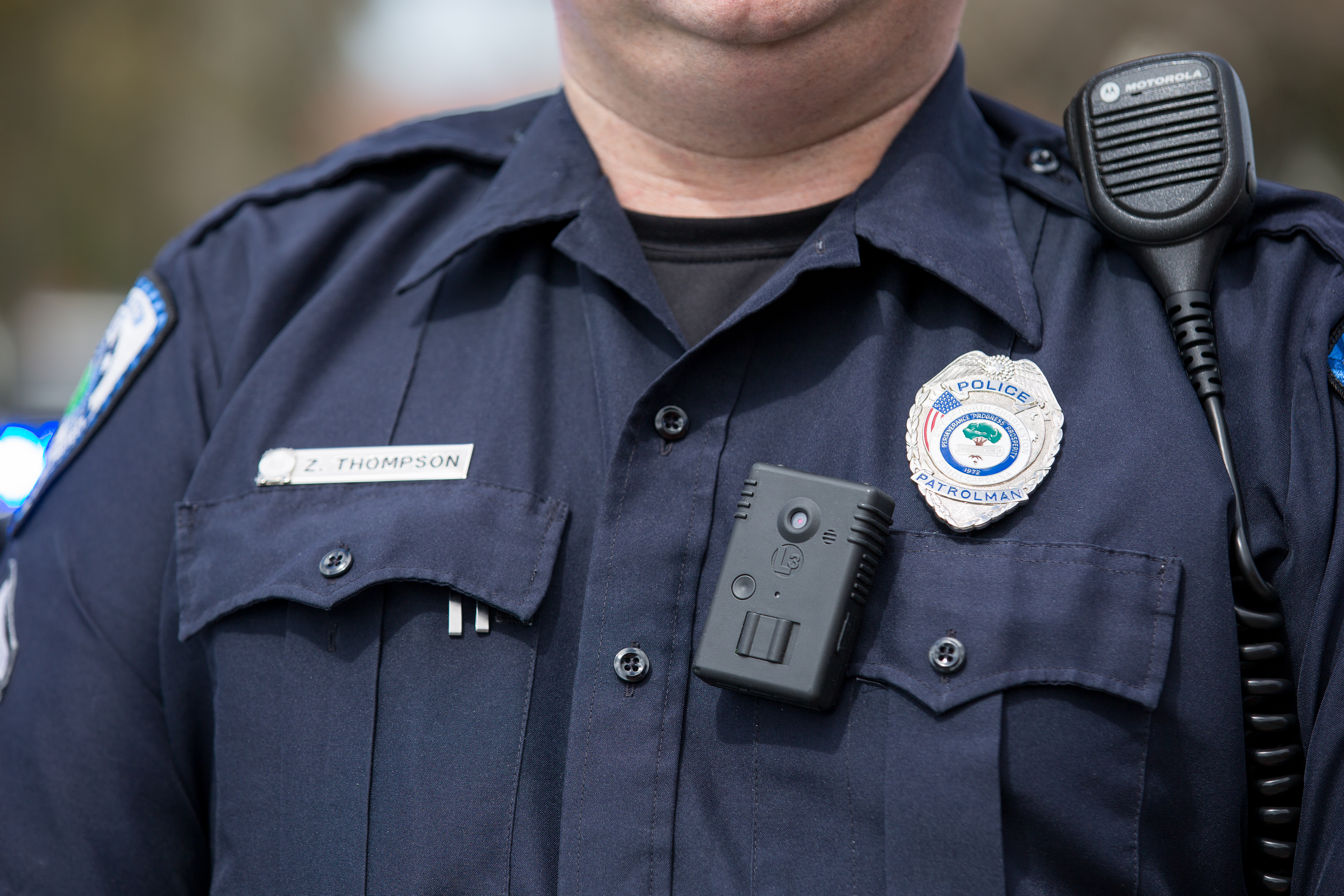
美国北查爾斯頓警察在胸前配備警用密錄器

美国司法部在2016年的市場調查指出「警用密錄器至少要內建一個麥克風與一個資料儲存裝置，不僅要有錄音與錄影的功能，而且還要有相容的軟體工具針對已儲存的影片來進行分析。基本上它是可以配備在警察的胸前或頭部」。

## 外部連結
- 警用密錄器：你看到了什麼？（页面存档备份，存于），纽约时报。